# 三原みつき
三原みつき（みはら　みつき）は、日本のライトノベル作家。
2009年に第五回MF文庫Jライトノベル新人賞審査員特別賞を受賞、MF文庫Jからごくペン!でデビュー。

## 作品リスト

### 小説
- ごくペン!（メディアファクトリー、MF文庫J）
  - 全3巻（2009年10月 - 2010年4月）
- すいーとブラッド（メディアファクトリー、MF文庫J）
  - 全2巻（2010年）
- 魔技科の剣士と召喚魔王（メディアファクトリー、MF文庫J）
  - 全14巻（2013年 - 2017年）
- 再演世界の英雄大戦 神殺しの錬金術師と背徳の聖処女（富士見書房、富士見ファンタジア文庫）
  - 全1巻（2017年）
- 世界最高の賢者は時の牢獄で最強を超える（富士見書房、富士見ファンタジア文庫）
  - 全2巻（2020年）
- 義妹は浮気に含まれないよ、お兄ちゃん（富士見書房、富士見ファンタジア文庫）
  - 既刊2巻（2022年）